# Leandro Amaral
Pour les articles homonymes, voir Leandro.
Leandro Câmara do Amaral, ou Leandro Amaral, né le 6 août 1977 à São Paulo (Brésil), est un footballeur international brésilien. Il évolue au poste d'attaquant.

## Carrière
Leandro Amaral commence sa carrière en 1995, à 18 ans, à Portuguesa, un club de São Paulo. Il s'y fait bientôt remarquer, inscrivant 29 buts en 73 matchs de Série A, le Championnat du Brésil de football. Son transfert en Europe est pressenti, notamment au FC Porto. Il est sélectionné avec le Brésil pour les Jeux olympiques d'été de 2000 mais n'y joue pas.
À l'été 2000, il est recruté par le président de la Fiorentina, Vittorio Cecchi Gori, contre une indemnité d'environ 2 millions d'euros (3,8 milliards de lires) et un contrat de quatre ans. Après un bon départ, le joueur perd progressivement sa place. 
En juin 2001, il est sélectionné pour la Coupe des confédérations 2001 dont il dispute quatre matchs, (plus un match amical non officiel contre Tokyo Verdi).
En août, après 20 matchs de championnat (pour cinq buts), il quitte l'Italie et rentre au Brésil, en prêt, au Grêmio
En janvier 2002 il retourne définitivement dans son pays, à São Paulo, puis après une saison enchaîne les contrats courts dans d'autres clubs du pays : Palmeiras (où il ne joue qu'un seul match de coupe), Corinthians. Il quitte ensuite l'élite brésilienne, à Ituano puis Portuguesa. 
En janvier 2005, il signe un contrat de six mois avec le FC Istres, dernier du championnat de France : il ne jouera que 14 minutes, le 12 janvier contre l'AS Monaco. L'été venu, il signe au CD Veracruz, au Mexique et se fait oublier.
En septembre 2006, Leandro Amaral fait son retour en championnat du Brésil sous le maillot de Vasco da Gama. Contrairement à ses dernières expériences, ses performances sont bonnes. Il remporte en 2007 le Bola de Prata (il apparaît dans l'équipe-type de la saison de championnat du Brésil), ce qui multiplie les rumeurs de départ. Le président du club, Eurico Miranda, profite d'une clause du contrat du joueur pour le prolonger unilatéralement, une décision que Leandro Amaral attaque en justice. En 2008, le joueur signe finalement à Fluminense, avec lequel il dispute quelques matchs en championnat Carioca, mais Vasco da Gama fait appel et obtient gain de cause. À partir de mai, il rejoue finalement avec son club d'attache, et malgré de bonnes performances, ne peut empêcher la relégation de son club, la première de son histoire.
Malgré ses déclarations, Leandro ne prolonge pas son contrat avec Vasco et rejoint pour de bon Fluminense. Mais blessé au genou, il ne joue que très peu. En juin 2010, l'entraîneur de Flamengo Zico lui propose de tenter un retour dans son club. Il accepte et fait son retour sur les pelouses en août. Mais relégué en cinquième option en attaque, il décide en octobre de casser son contrat, et met un terme à sa carrière professionnelle.